# Кузеева
Кузеева (Большая Кузеева, Кузедеева) — река в России, протекает в Сухобузимском районе Красноярского края, правый приток Енисея.
Длина реки — 70 км. Площадь водосборного бассейна 600 км². Впадает в Енисей в 2 км ниже села Павловщина, на расстоянии 2324 км от устья.
По данным государственного водного реестра России относится к Енисейскому бассейновому округу. Код водного объекта — 17010300512116100024191.

## Притоки
- Шумиха — в 1 км по правому берегу, длина 45 км[3];
- Малая Кузеева — в 18 км по левому берегу, длина 30 км[4].